# Харада Сахо
Харада Сахо  (яп. 原田早穂, 5 листопада 1982) — японська спортсменка, спеціалістка з синхронного плавання, олімпійська медалістка.

## Виступи на Олімпіадах
| Олімпіада  | Дисципліна | Місце |
| ---------- | ---------- | ----- |
| Афіни 2004 | командні   | 2     |
| Пекін 2008 | дует       | 3     |
| Пекін 2008 | командні   | 6     |